# Le Chant des Oods
Le Chant des Oods est le 3e épisode de la quatrième saison de la deuxième série de la série télévisée britannique Doctor Who. Il a été diffusé pour la première fois le 19 avril 2008 sur BBC One. Il marque le retour des Oods, déjà vus dans le double épisode La Planète du Diable.
Cet épisode se situe sur la planète originelle des Oods, en l'an 4126. Le Docteur (David Tennant) et sa compagne Donna Noble (Catherine Tate) enquêtent sur l'entreprise Ood Operations, qui vend des Oods comme esclaves à travers toute la galaxie, pour découvrir pourquoi ces derniers se disent heureux de servir leurs maîtres. Quand ils découvrent un groupe d'Oods à l'état naturel, ils sont horrifiés par les dommages subis par les Oods « dressés » et cherchent le moyen de les sauver.

## Distribution
- David Tennant : Le Docteur
- Catherine Tate : Donna Noble
- Tim McInnerny : Klineman Halpen
- Ayesha Dharker : Solana Mercurio
- Adrian Rawlins : Dr Ryder
- Roger Griffiths : Commandant Kess
- Paul Clayton : M. Bartle
- Paul Kasey : Ood Sigma
- Tariq Jorden : Rep
- Silas Carson : La voix des Oods

## Résumé
Le Docteur choisit d'utiliser la fonction « destination aléatoire » du TARDIS. Alors qu'ils commencent à explorer la planète, lui et Donna trouvent un Ood - une espèce que le Docteur avait déjà rencontrée dans La Planète du Diable - étendu dans la neige et sérieusement blessé. Juste avant de mourir, ses yeux deviennent rouges et il fait un mouvement brusque vers le Docteur, semblant vouloir l'attaquer. Le Docteur et Donna trouvent un complexe industriel contrôlé par Ood Operations, une entreprise qui vend des Oods comme « serviteurs » depuis l'an 3914, et s'invitent à une visite de présentation. Les boules traductrices des Oods incluent une voix standard mais également une voix féminine séduisante et une autre qui imite le D'oh! d'Homer Simpson. Le Docteur localise leur position : ils sont en 4126 sur la « Ood Sphère », proche de la Sphère des Sens.
Le phénomène des « yeux rouges » affecte d'autres Oods : plusieurs personnes ont été tuées les semaines précédant le récit, les Oods contaminés se servant de leur boule traductrice comme d'une arme électrocutante. Ood Operations note une augmentation des cas d'Oods « malades » et compare l'affection dont ils souffrent à la rage. Durant la visite, un Ood déclare que « le cercle doit être brisé ». Tout au long de l'épisode, Donna sympathise avec les Oods et est horrifiée par leur condition d'esclaves. Le Docteur, qui n'avait pas eu le temps de prêter plus attention aux Oods lorsqu'il les avait rencontrés dans La Planète du Diable, s'intéresse également à leur sort, notant qu'ils ne peuvent pas être nés pour servir.
Le Docteur et Donna, dont Solana, la guide de visite, a percé la couverture, sont capturés par les forces de sécurité d'Ood Operations. Peu de temps après, de nombreux Oods se révoltent et le bâtiment est évacué. De nouveau libres et guidés par un chant, le Docteur et Donna se dirigent vers un entrepôt et découvrent un groupe d'Oods « non éduqués », qui ne tiennent pas dans leur main une boule traductrice mais un deuxième cerveau. Ood Operations le leur enlève (les remplaçant par des traducteurs) ce qui fait disparaître leur individualité et les rend dociles. De nouveau capturés, les deux voyageurs se retrouvent devant le docteur Ryder et le directeur général Klineman Halpen, ce dernier prenant de temps en temps un « tonique capillaire » pour combattre sa calvitie. Lorsqu'une sonnerie d'alerte se fait entendre, le Docteur et Donna réussissent à s'échapper grâce à des Oods en rébellion et aux Oods « non éduqués ». Grâce à Ood Sigma, le Ood personnel d'Halpen, le Docteur et Donna arrivent jusqu'à l'entrepôt 15, au sein duquel est « emprisonné » un cerveau géant qui rattache tous les Oods par une forme de conscience collective. Son action est limitée par des pylônes placés en cercle et il ne peut pas émettre correctement.
Halpen prévoit de tuer le cerveau géant, ce qui entraînerait la mort de tous les Oods, mais est stoppé par les efforts conjoints du Docteur, de Donna, d'Ood Sigma et de Ryder, un activiste des « Amis des Oods » qui a infiltré la compagnie et baissé les barrières électriques autour du cerveau géant à leur minimum. De son côté, Ood Sigma ne donnait pas à Halpen un tonique pour cheveux mais un produit qui le transformait lentement en Ood. Le punissant ainsi de ses actes.
Le Docteur brise le cercle, libère le cerveau géant des Oods et ceux-ci, libres, peuvent de nouveau chanter. Ood Sigma remercie le « Docteur-Donna », ce que les protagonistes interprètent à tort comme l'ensemble de leur dénomination commun (le Docteur et Donna), alors qu'on apprend dans l'épisode La fin du voyage, qu'en fait Ood Sygma avait perçu le destin de Donna Noble, à savoir devenir  mi Seigneur du temps et mi Humaine, faisant d'elle la « Docteur Donna » . Ood Sygma annonce aussi que le chant du Docteur va bientôt s'achever.

## Continuité
- Pour tuer, les Oods utilisent la même méthode que dans le double épisode La Planète du Diable, en électrocutant les personnes visées avec leurs boules traductrices. On retrouve aussi les yeux rouges anormaux et les « Amis des Oods » étaient déjà cités au détour d'une conversation.
- Le Docteur confirme sa capacité à transmettre des émotions par un léger niveau de télépathie en prenant dans ses mains la tête de son interlocuteur, ce qu'il avait déjà fait avec Madame de Pompadour dans La Cheminée des temps.
- La Sphère des Oods se trouve dans le même système solaire que la Sphère des Sens, vue dans l'épisode de la première série « The Sensorites ».
- On retrouve le même gag sur les événements étranges et la disparition des abeilles que dans Le Retour de Donna Noble.